# ماریا رایشه

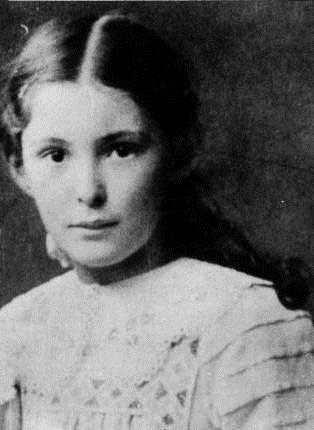
ماریا رایشه ۱۹۱۰

ماریا رایشه (به آلمانی: Maria Reiche) ریاضیدان آلمانی بود که نقشی مهم در حفاظت از خطوط نازکا داشت.

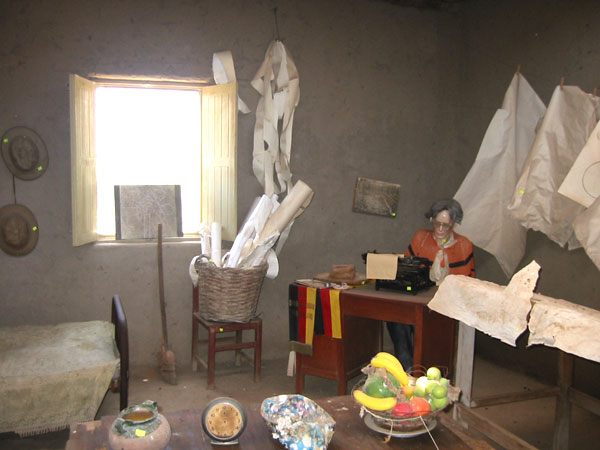
مجسمه مومی در موزه ماریا رایشه در نزدیکی ناسکا

## زندگی‌نامه
او در پانزدهم مه سال ۱۹۰۳ میلادی در شهر درسدن به دنیا آمد پس از فارغ‌التحصیل شدن در رشته‌های ریاضیات، جغرافیا و زبان‌های خارجی به سرزمین پرو رفت.
ماریا رایشه در سال ۱۹۳۹ کار تدریس و ترجمه را شروع کرد و به خطوط نازکا علاقه‌مند شد و مسائل عجیبی دربارهٔ آنان کشف کرد و در سال ۱۹۴۹ نتایجش را در کتابی به نام راز بیابان منتشر نمود و با پول کتابش که مقدار نسبتاً ناچیزی بود برای خطوط، نگهبان گذاشت تا از بین نروند و تلاشش نتیجه داد و در سال ۱۹۹۵ این منطقه در فهرست جهانی جای گرفت از آن پس در پرو به عنوان یک قهرمان ملی شناخته می‌شود و به او لقب بانوی بزرگ نازکا را دادند.
او در اواخر عمر سرطان تخمدان گرفته بود و در سال ۱۹۹۸ درگذشت.